# Morris Albert
 (octobre 2009).
Si vous disposez d'ouvrages ou d'articles de référence ou si vous connaissez des sites web de qualité traitant du thème abordé ici, merci de compléter l'article en donnant les références utiles à sa vérifiabilité et en les liant à la section « Notes et références ».
Pour les articles homonymes, voir Morris, Albert et Kaiserman.
Morris Albert, de son vrai nom Maurício Alberto Kaiserman, est un compositeur et interprète brésilien (d'origine autrichienne) né le 7 septembre 1951 à São Paulo.

## Biographie
Morris Albert lance sa carrière solo lors des années 1970 avec la chanson Feelings. L'année suivante, elle est devenue un hit dans tout le pays grâce à la telenovela Corrida do Ouro. En 1975, elle arrive aux États-Unis et devient un tube international. Elle sera chantée ou adaptée par Elvis Presley, Ella Fitzgerald, Andy Williams, Sarah Vaughan, The Offspring, Dionne Warwick, Bobby Vinton, les Singers Unlimited, Mike Brant (Dis-lui) et plusieurs orchestres. Elle a reçu un disque d'or aux États-Unis et un disque d'argent au Royaume-Uni. 
En 1978, aux États-Unis, Morris Albert a enregistré un autre tube, She's My Girl, entre plusieurs autres de ses compositions.
Il vit actuellement en Italie avec sa famille.

## Procès pour plagiat
Après huit ans de bataille juridique menée aux États-Unis pour le tube Feelings, Loulou Gasté obtient en 1988 un demi-million de dollars de dommages-intérêts et une reconnaissance pour la paternité de la chanson. Il a été jugé que Feelings était un plagiat d'une chanson intitulée Pour toi que Loulou Gasté avait initialement composée pour le film Le Feu aux poudres (1957) où elle était interprétée par Dario Moreno (titre que Line Renaud reprendra un peu plus tard).
Bien que condamné, Morris Albert a depuis pris la fuite et n'a toujours pas remboursé la somme réclamée par la justice américaine.